# GDesklets
gDesklets es un programa de GNOME el cual provee el soporte para pequeños programas llamados applets o widgets para ser colocados en la parte frontal del escritorio del usuario. Este programa es similar al SuperKaramba de KDE, Yahoo! Widgets para Windows y Mac OS X, DesktopX para Windows, y Dashboard para Mac OS X. Los applets colocados en el escritorio son una manera rápida de tener información a la mano sin necesidad de que el usuario haga cosas especiales.

## Desklets
Son miniprogramas que se ejecutan dentro de gDesklets y son programados en Python, cargados por un servicio llamado también gDesklets. 